# 前略ヒロミ様
『前略ヒロミ様』（ぜんりゃくヒロミさま）は、1996年4月4日（3日深夜）から同年10月1日（9月30日深夜）までフジテレビで放送されたコントバラエティ番組。放送時間は毎週水曜 24:20 - 24:50 (JST) 。

## 概要
ヒロミ初の冠番組で、コントを重視するスタイルを採っていた。深夜番組ではあったが、ゴールデンタイムの番組を意識したかのようなコーナー構成になっていた。レギュラー放送終了後の1996年12月には傑作選を含む内容で2時間スペシャルが放送された。
番組終了の打ち上げでは、キャスト・スタッフに「力不足ですいません」と泣きながら詫びるほど力を注いでいたという（take2「スイッチョン」より）。

## 出演者

### レギュラー
- ヒロミ
- 伊藤なつ
- 伊藤かな
- 山崎一
- 青木和代
- 阿藤海（後の阿藤快）
- Take2
- ふかわりょう
- つぶやきシロー
- X-GUN
- ノンキース
- プリンプリン
- あさりど
- フライングオイスターズ
  - 竹下宏太郎
  - 吉浦進二
  - 西尾季隆
- よゐこ
- 青空球児・好児

### 準レギュラー
- 遠山景織子
- 飯島直子
- 坂上忍
- 高知東生
- 中野英雄
- 原千晶
- 上原さくら
- 橋本志穂

## コーナー
オープニングコント
母へ宛てた手紙のナレーション（『前略おふくろ様』のパロディ）をバックに、ヒロミが全裸でコインランドリーから家に帰るなどのコントを展開するコーナー。
小園道場
毎週出演者たちがテーマに沿って対決するコーナー。このコーナーはその後、1997年12月31日にフジテレビで放送されたビートたけしがメインの年末特番『超特大バラエティー!!タケちゃんのFNS'97 こんな事で日本は熱く!ワクワク!燃えちゃったスペシャル!!』で一夜限りの復活を果たした。この特番では、若手芸人vsベテランという組み合わせでの対戦が行われた。
三つ子物語
なつとかなとヒロミが三つ子という設定で行うコントコーナー。ヒロミばかりが酷い目に遭う。
フライング・オイスターズ
ゲストにプロ歌手やバンドを迎えてセッションを行うコーナー。メンバーでCD「振り向け」（1996年8月7日）をリリースした。
ヒロミの1人フリートーク
スタジオ内に主に女性観覧者のお客を前にヒロミが1人で雑談的なトークを行った。
ショートコント

## スタッフ
- 構成：遠藤察男、吉野晃章、稲原誠、伊福部崇 ／ 小園浩巳
- 技術協力：FLT、パッチワーク、4-Legs
- 美術：フジアール
- ディレクター：北村要　ほか
- チーフディレクター：遠藤達也（STAY）
- 制作協力：Call
- 制作著作：フジテレビ

## 音楽

### テーマ曲
- ちょうだい（GOLD WAX）

### エンディングテーマ
- ラブ・レター（恋愛信号）

| フジテレビ 水曜24:20 - 24:50枠                                                    | フジテレビ 水曜24:20 - 24:50枠 | フジテレビ 水曜24:20 - 24:50枠 |
| 前番組                                                                            | 番組名                         | 次番組                         |
| --------------------------------------------------------------------------------- | ------------------------------ | ------------------------------ |
| UN FACTORY ソムリエ （月 - 木 24:20 - 24:35）冒冒グラフ （月 - 木 24:35 - 24:50） | 前略ヒロミ様                   | 志村X                          |